# Lewis Fry Richardson
Lewis Fry Richardson, FRS (Newcastle upon Tyne, 11 de outubro de 1881 — 30 de setembro de 1953) foi um matemático, físico, meteorologista, psicólogo e pacifista inglês.
Foi pioneiro em técnicas matemáticas modernas de previsão do tempo, e da aplicação de técnicas similares para estudar as causas das guerras e como evitá-las. Foi também um dos pioneiros a trabalhar com fractais e desenvolveu um método para resolver um sistema de equações lineares conhecido como iteração modificada de Richardson.

## Biografia
Lewis Fry Richardson foi o mais jovem dos sete filhos de Catherine Fry (1835-1919) e David Richardson (1835-1913). Eles eram uma próspera família Quaker, com David Richardson administrando um negócio de fabricação e curtimento de couro.
Aos doze anos de idade, Lewis foi enviado para a escola Bootham, um internato Quaker em York, onde recebeu educação em ciências, a qual estimulou um ativo interesse em história natural. Em 1898 foi para a faculdade de ciências Durham, onde frequentou cursos de física matemática, química, botânica e zoologia. Em 1900 foi para o King's College em Cambridge, onde estudou física com J. J. Thomson, dentre outros, se graduando com honras em 1903.  Aos 47 anos recebeu o título de doutor em psicologia matemática da Universidade de Londres.

## Carreira
A vida profissional de Richardson reflete seus ecléticos interesses:
- Laboratório Nacional de Física, UK (1903–1904)
- Universidade de Gales, Aberystwyth (1905–1906)
- Químico, National Peat Industries (1906–1907)
- Laboratório Nacional de Física, UK (1907–1909)
- Gerente dos laboratórios de física e química, Sunbeam Lamp Company (1909–1912)
- Universidade de Manchester, Instituto de Ciência e Tecnologia (1912–1913)
- Agência Meteorológica - supertintendente no Observatório Eskdalemuir (1913–1916)
- Friends Ambulance Unit, França (1916–1919)
- Agência Meteorológica em Benson, Oxfordshire (1919–1920)
- Diretor do Departamento de Física do Westminster Training College (1920–1929)
- Diretor, Paisley Technical College, agora parte da Universidade do Oeste da Escócia (1929–1940)

Em 1926, Richardson foi eleito membro da Royal Society de Londres.

## Pacifismo
As crenças Quaker de Richardson implicaram num ardente pacifismo, que o isentou de servir durante a Primeira Guerra Mundial como um objetor de consciência, embora posteriormente essa atitude o tenha impedido de obter um posto acadêmico. Trabalhou entre 1916 e 1919 para a Friend's Ambulance Unit, unidade ligada à 16ª Divisão de Infantaria Francesa. Depois da guerra, ele voltou à Agência Meteorológica, mas se obrigou à pedir demissão por uma questão de princípios, quando esta foi incorporada ao Ministério da Aeronáutica Britânica em 1920. Na sequência, seguiu carreira à margem do mundo acadêmico até se aposentar em 1940, a fim de pesquisar suas próprias ideias. Seu pacifismo influenciou diretamente seis tópicos de pesquisa. De acordo com Thomas Körner, a descoberta de que seu trabalho meteorológico se mostrou útil aos projetistas de armas químicas fez com que Richardson abandonasse toda pesquisa nesta área e destruísse todas as suas descobertas ainda não publicadas.

## Previsão do Tempo
O interesse de Richardson pela meteorologia o levou a propor, no livro Weather Prediction by Numerical Process (1922), um método para a previsão do tempo através da solução numérica de equações diferenciais. Esse método ainda é utilizado nos dias de hoje, embora naquela época computadores de alto-desempenho ainda não estivessem disponíveis. Mesmo tendo consciência da impossibilidade de concretização de tal projeto com os recursos disponíveis na época, para contornar este problema Richardson sonhou com a criação de um centro de previsão do tempo centralizado composto por 64.000 computadores humanos, assim como um elaborado esquema de divisão do trabalho, onde cada indivíduo seria responsável pelo processamento de apenas uma equação, ou mesmo parte de uma equação, tornando visível seus resultados em um mapa onde seus vizinhos poderiam então utilizá-los em seus próprios cálculos.
Quando recebeu a notícia, em 1950, da primeira previsão do tempo realizada pelo primeiro computador eletrônico (ENIAC), Richardson respondeu que os resultados significavam um "enorme avanço científico". O ENIAC necessitou de quase 24 horas de cálculos para produzir a previsão do tempo para as próximas 24 horas.
Ele também demonstrou interesse sobre turbulência atmosférica e realizou vários experimentos terrestres. O número de Richardson, um parâmetro adimensional da teoria da turbulência, foi assim nomeado em sua homenagem. Ele sumarizou a turbulência nos seguintes versos rimados (Weather Prediction by Numerical Process, pag. 66):

Big whirls have little whirls that feed on their velocity,
and little whirls have lesser whirls and so on to viscosity.

### Tentativa de previsão numérica do tempo
Uma das mais celebradas realizações de Richardson foi sua tentativa retroativa de prever o tempo durante um único dia - 20 de maio de 1910 - de forma totalmente quantitativa. Naquele tempo, os meteorologistas geralmente faziam suas previsões procurando por padrões meteorológicos similares nos registros passados, e então extrapolando os resultados para o futuro. Richardson tentou utilizar um modelo matemático das principais características da atmosfera e, usando dados de um momento específico (7h da manhã), calcular ab initio as condições meteorológicas que deveriam ser observadas seis horas depois. Como o meteorologista Peter Lynch deixou claro, a previsão de Richardson falhou dramaticamente, prevendo um enorme aumento de 145 hectopascais 145 hectopascals (110 mmHg) na pressão em seis horas, enquanto a pressão, de fato, ficou estável. Entretanto, uma análise detalhada realizada por Lynch mostrou que a causa desse resultado ruim foi a falha em aplicar técnicas de suavização de dados, que impediriam o aparecimento de aumentos irrealistas na pressão. Quando estas são aplicadas, a previsão de Richardson se mostra bastante precisa - uma realização considerável, considerando que os cálculos foram feitos a mão, enquanto Richardson estava servindo em uma unidade de ambulância Quaker no norte da França.

## Análise matemática da guerra
Richardson também colocou suas habilidades matemáticas a serviço de seus princípios pacifistas, em particular ao entendimento das bases dos conflitos internacionais. Por essa razão ele é considerado o fundador, ou co-fundador (junto com Quincy Wright e Pitirim Sorokin, assim como com Kenneth Boulding, Anatol Rapaport e Adam Curle), da análise científica do conflito - um tópico de pesquisa interdisciplinar da ciência social quantitativa e matemática dedicada à investigação sistemática das causas da guerra e condições de paz. Como havia feito com o estudo do clima, ele analisou a guerra usando principalmente equações diferenciais e teoria da probabilidade. Considerando o armamento de duas nações, Richardson propôs um sistema idealizado de equações diferenciais onde a taxa de aumento dos armamentos de uma nação é inversamente proporcional à quantidade de armas já possuída por ela, e diretamente proporcional à quantidade de armas possuída pela nação rival, assim como ao sentimento de ofensa percebido. A solução deste sistema de equações permite tirar-se conclusões perspicazes  sobre a natureza, assim como sobre a estabilidade ou instabilidade, de várias condições hipotéticas que podem ocorrer entre as duas nações.
Ele também propôs a teoria de que a propensidade para a guerra entre duas nações é função do comprimento de sua fronteira em comum. Nas obras Arms and Insecurity (1949) e Statistics of Deadly Quarrels (1960), procurou analisar as causas da guerra utilizando métodos estatísticos. Fatores econômicos, linguísticos e religiosos foram avaliados por ele. No prefácio deste último livro, escreveu: "Existe no mundo uma grande quantidade de discussões políticas brilhantes e espirituosas que não levam a um consenso de convicções. Meu objetivo tem sido outro: examinar um pequeno número de noções utilizando técnicas quantitativas, na esperança de encontrar uma resposta confiável."
No livro Statistics of Deadly Quarrels Richardson apresentou dados sobre virtualmente todas as guerras ocorridas de 1815 até 1945. Como resultado, ele conjectura uma escala logarítmica de base 10 para os conflitos. Em outras palavras, existem um número muito maior de pequenos conflitos, onde poucas pessoas morrem, do que de grandes guerras, onde o número de mortos é muito grande. Embora não seja possível prever de antemão o tamanho de um conflito - de fato, é impossível dar um limite superior para a série de dados - de forma geral, eles formam uma distribuição de Poisson. Em uma escala menor, mostrou que o mesmo padrão ocorre para os assassinatos de gângues em Chicago ou Xangai. Outros pesquisadores tem percebido que um padrão estatístico similar aparece frequentemente tanto em atividades planejadas (loterias, com um número muito maior de prêmios pequenos do que grandes), quanto em fenômenos naturais (existe um número muito maior de cidades pequenas com minimercados do que de cidades grandes com supermercados).

## Pesquisa sobre o comprimento de linhas costeiras e fronteiras
Richardson decidiu pesquisar a relação entre a probabilidade de dois países entrarem em guerra e o comprimento de sua fronteira em comum. Entretanto, ao coletar os dados necessários ao estudo, descobriu existir uma variação considerável nos vários comprimentos de fronteiras internacionais publicados. Por exemplo, a fronteira entre Espanha e Portugal apresentava valores entre 987 e 1214 km, enquanto a entre Holanda e Bélgica ficava entre 380 e 449 km.
A razão para essas inconsistências é o Paradoxo da Linha Costeira. Suponha que a costa da Inglaterra seja medida usando uma régua de 200 km, especificando que os dois extremos da régua deva encostar a costa quando realizada a medição. Agora, diminua o comprimento da régua pela metade e meça novamente, assim procedendo sucessivamente:
Note que, quanto menor o tamanho da régua utilizada, maior é o resultado para o comprimento da costa. Poderia ser conjecturado que, a medida que o tamanho da régua tenda a zero, o comprimento da costa tenda a seu verdadeiro valor, um número finito. Entretanto, Richardson demonstrou que isto não acontece: o comprimento da costa aumenta sem limites quando a unidade de medida tende a zero. Atualmente este fenômeno é conhecido como Efeito de Richardson.
Embora naquele tempo sua pesquisa tenha sido ignorada pela comunidade científica, hoje em dia é considerada um elemento do começo dos estudos sobre fractais. A pesquisa de Richardson foi citada pelo matemático Benoît Mandelbrot em seu artigo de 1967 intitulado "Qual o Comprimento da Costa da Inglaterra? Auto-Similaridade Estatística e Dimensão Fracionária". Richardson identificou um valor (entre 1 e 2) que iria descrever as mudanças na complexidade observada de uma linha costeira em particular; este valor serviu como modelo para o moderno conceito de dimensão fractal.

## Patentes para detecção de icebergs
Em abril de 1912, logo após o naufrágio do Titanic, Richardson registrou uma patente para a detecção de icebergs usando ecolocalização acústica no ar. Um mês depois, registrou uma patente similar para a ecolocalização acústica através da água, antecipando a invenção do sonar, realizada por Paul Langevin e Robert Boyle seis anos depois.

## Richardson na cultura popular
Uma versão ficcional de Richardson, chamada Wallace Ryman, desempenha o papel principal na novela Turbulence, de Giles Foden.
Richardson também é mencionado em The Sheep Look Up, de John Brunner, onde seu livro Statistics of Deadly Quarrels é usado em um argumento para demonstrar que guerras são inevitáveis.

## Vida pessoal
Em 1909 se casou com Dorothy Garnett (1885-1956), filha do matemático e físico William Garnett. Eles não puderam ter filhos devido à incompatibilidade de seus tipos sanguíneos, mas adotaram dois filhos e uma filha entre 1920 e 1927.
O sobrinho de Richardson, Ralph Richardson, se tornou um ator famoso. Seu sobrinho-neto, Julian Hunt, se tornou meteorologista e diretor geral da Agência Meteorológica Britânica de 1992 a 1997.

## Medalha Lewis Fry Richardson
A Medalha Lewis Fry Richardson é concedida desde 1998 pela União Europeia de Geociências, em reconhecimento a "contribuições excepcionais à geofísica não-linear em geral"(by EGS until 2003 and by EGU since 2004).

### Laureados
1998	Vladimir Keilis-Borok
1999 Raymond Hide
2000	Benoît Mandelbrot
2001	Julian Hunt
2002	F.H. Busse
2003	Uriel Frisch
2004 Michael Ghil
2005 Henk A.Dijkstra
2006 Roberto Benzi
2007 Ulrich Schumann
2008 Akiva Yaglom
2009 Stéphan Fauve
2010 Klaus Fraedrich
2011 Catherine Nicolis
2012 Harry Swinney
2013 Jürgen Kurths
2014 Olivier Talagrand
2015 Daniel Schertzer
2016 Peter L. Read
2017 Edward Ott